# Armadillidium nasatum
Armadillidium nasatum es una especie de Armadillidium de Europa occidental que ha sido introducido en América del Norte, junto con Armadillidium vulgare que también se encuentra en otras partes de Europa.

## Subespecies
Hay cinco subespecies reconocidas en la especie Armadillidium nasatum:
- Armadillidium nasatum flava Colinge, 1989
- Armadillidium nasatum mehelyi Verhoeff, 1930
- Armadillidium nasatum nasatum Budde-Lund, 1885
- Armadillidium nasatum nigrescens Collinge, 1918
- Armadillidium nasatum saidovni Arcangeli, 1950